# Биологично оръжие
Биологично оръжие се наричат организми (бактерии, вируси или други болестотворни организми) или природни токсини, използвани като оръжие с цел да се убие, нарани или направи по друг начин противника неспособен да воюва.
Тъй като биологическото оръжие обикновено е предназначено да въздейства върху голям брой хора и трудно се поддава на контрол, то се счита за оръжие за масово унищожение. Прилагането, разработването и производството му са забранени с Женевския протокол от 1925 и Конвенцията на ООН от 1972 г.